# Adolf Neels

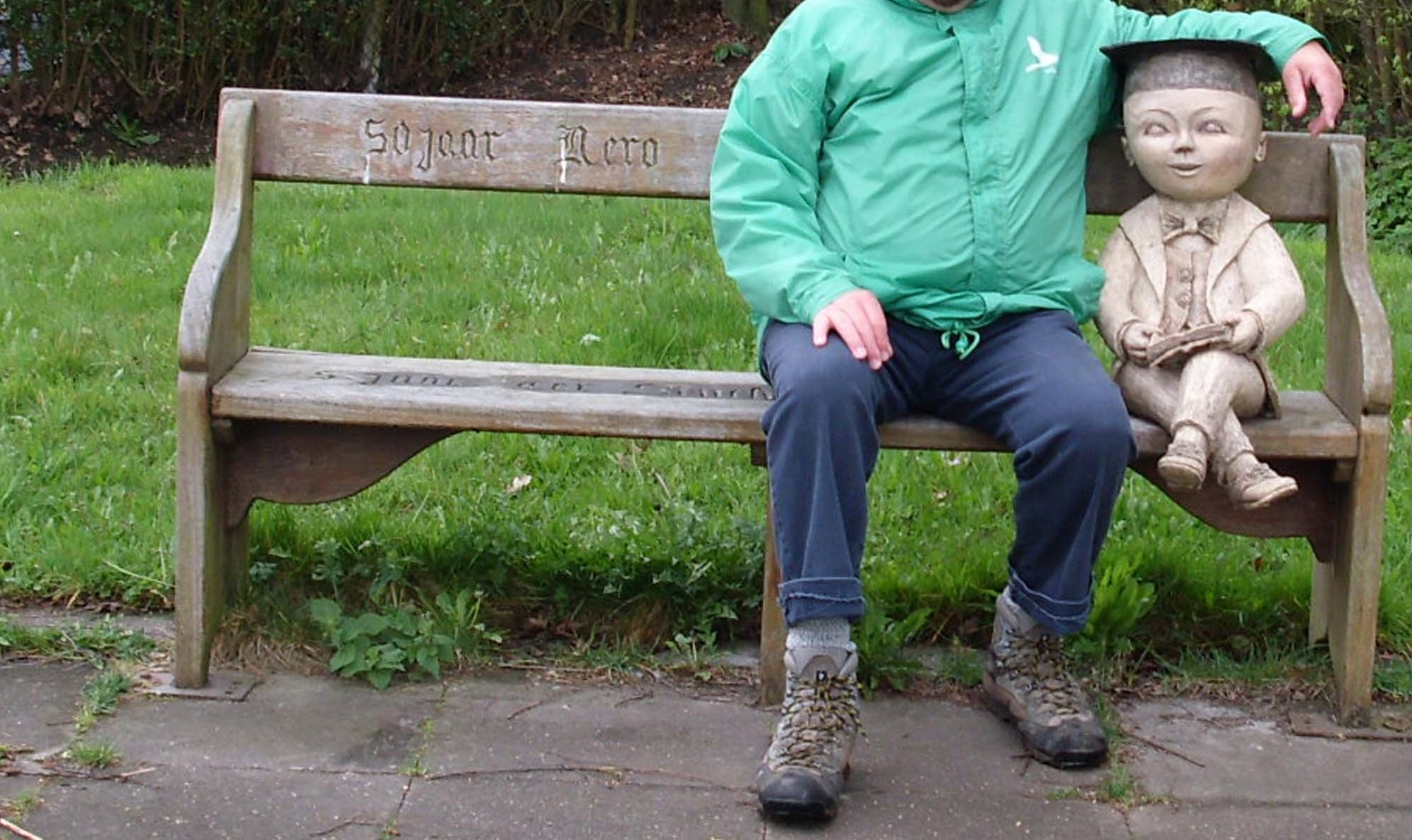
Adhemar in Munte.

Adolf Neels (Waarschoot, 2 juli 1911 - Munte, 1 juli 2003) was een katholiek priester. Hij trad in 1939 toe tot Congregatie van de Heilige Harten van Jezus en Maria of Congregatio Sacrorum Cordium, ook wel picpuspaters genoemd.
In 1969 werd hij onderpastoor in de Gentse Sint-Coletaparochie. Daarvoor was hij aalmoezenier in de Gentse gevangenis. Vanaf 1971 tot aan zijn overlijden was hij pastoor in Munte.

## Stripfiguur
Adolf Neels was de broer van striptekenaar Marc Sleen. In het stripverhaal van Nero de "De terugkeer van Geraard de duivel" krijgt pastoor Neels het bezoek van Adhemar. Die is op zoek naar een remedie om de duivel te bestrijden. In de Zinkstraat in Munte wordt aan dit feit herinnerd. Een zitbank met de figuur van Adhemar staat er opgesteld, een kunstwerk van Roger Van Steenberge.